# Districtenstelsel
Een districtenstelsel is een kiessysteem waarbij een land wordt opgedeeld in meerdere kiesdistricten, die elk één of meerdere vertegenwoordigers kiezen voor een wetgevend orgaan, zoals een parlement. Districtenstelsels worden doorgaans gebruikt om de band tussen kiezers en gekozenen te versterken, om regionale diversiteit te waarborgen en om politieke macht te spreiden in de volksvertegenwoordiging.
Er zijn grofweg twee soorten districtenstelsels te onderscheiden: klassieke en moderne districtenstelsels. Klassieke districtenstelsels zijn doorgaans onevenredig door het principe van 'winner takes all', terwijl moderne districtenstelsels streven naar evenredige vertegenwoordiging.
Een districtenstelsel staat in contrast met kiesstelsels die geen onderverdeling in kiesdistricten kennen. Hierbij fungeert het land als één nationaal kiesdistrict waarbij zetels worden verdeeld op basis van het totale aantal stemmen in het gehele land. Dit systeem heeft de neiging om macht te concentreren bij politieke elites wat de democratie binnen partijen kan verzwakken. Sommige districtenstelsels maken naast reguliere kiesdistricten ook gebruik van een nationale kieslijst.

## Doelstellingen
Een land kan kiezen voor een kiesstelsel met kiesdistricten vanwege de volgende redenen:
- Sterkere band tussen kiezer en gekozenen: politici vertegenwoordigen een specifiek gebied, wat de afstand tussen burger en politiek verkleint en burgers een direct aanspreekpunt biedt.[4][5]
- Grotere verantwoordelijkheid en verantwoording: vertegenwoordigers moeten hun mandaat verdienen door prestaties en directe betrokkenheid bij hun kiezers, wat de verantwoordelijkheid vergroot.[3][6]
- Betere geografische spreiding van vertegenwoordiging: kiesdistricten zorgen ervoor dat zowel stedelijke als landelijke gebieden politieke vertegenwoordiging krijgen, wat dominantie van één gebied voorkomt.[7][2]
- Balans tussen regionale en nationale belangen: een districtenstelsel maakt het mogelijk dat naast nationale belangen ook regionale belangen een stem krijgen in het parlement.[8][9]
- Vermindering van politieke fragmentatie: kiesdistricten fungeren als een natuurlijke kiesdrempel, waardoor politieke versplintering wordt voorkomen en politieke stabiliteit wordt bevorderd.[10][11]
- Persoonlijke campagnes en lokale betrokkenheid: alle kandidaat-politici moeten persoonlijke campagnes voeren, wat de herkenbaarheid van vertegenwoordigers en betrokkenheid van kiezers kan vergroten.[6][2]

## Schematisch overzicht
Er zijn meerdere soorten districtenstelsels die opgedeeld kunnen worden in twee hoofdgroepen: stelsels met een meerderheidsstelsel en evenredige vertegenwoordiging. Afhankelijk van de vorm van het districtenstelsel vindt de verdeling van de zetels op verschillende manieren plaats.
|                            | Majoritair districtenstelsel                                | Evenredig districtenstelsel                              |
| -------------------------- | ----------------------------------------------------------- | -------------------------------------------------------- |
| Regulier districtenstelsel | Enkelvoudig districtenstelsel of klassiek districtenstelsel | Meervoudig districtenstelsel of modern districtenstelsel |
| Regulier districtenstelsel |                                                             |                                                          |
| Regulier districtenstelsel | Voorbeeld: het Amerikaanse Huis van Afgevaardigden          | Voorbeeld: het Europees Parlement                        |
| Gemengd districtenstelsel  | Gemengd majoritair districtenstelsel                        | Gemengd evenredig districtenstelsel                      |
| Gemengd districtenstelsel  |                                                             |                                                          |
| Gemengd districtenstelsel  | Voorbeeld: de Russische Staatsdoema                         | Voorbeeld: de Duitse Bondsdag                            |
| Geen districtenstelsel     | Nationaal kiesdistrict of Nationale kieslijst               | Nationaal kiesdistrict of Nationale kieslijst            |

## Enkelvoudig districtenstelsel (meerderheidsstelsel)

### Kenmerken
Bij een enkelvoudig districtenstelsel wordt het land opgedeeld in kiesdistricten die slechts één vertegenwoordiger kiezen. Dit wordt meestal gedaan op basis van een meerderheidsstelsel, waarbij de kandidaat met de meeste stemmen (relatieve of absolute meerderheid) wordt verkozen.

### Praktijkvoorbeelden
- Relatieve meerderheid: Verenigd Koninkrijk en de meeste staten van de Verenigde Staten (wat ook wel 'first past the post' (FPTP) of 'winner takes all' genoemd wordt.
- Absolute meerderheid: Frankrijk (met meerdere rondes waarbij een kandidaat een meerderheid moet behalen) en sommige staten van de Verenigde Staten (zoals Maine met ranked choice voting wat meerdere rondes simuleert via één stembiljet)

Frankrijk kent een enkelvoudig districtenstelsel. Het parlement bestaat uit 577 leden die gekozen worden via 577 enkelvoudige kiesdistricten.

### Voordelen
- Duidelijke band tussen kiezer en gekozene: elke kiezer heeft een direct aanspreekbare vertegenwoordiger.
- Stabiliteit: bevordert politieke stabiliteit doordat de winnende partij doorgaans geen coalities hoeft te vormen.
- Wisseling van de macht: kiezers hebben een grote invloed op regeringsvorming en kunnen een volledige wisseling van de macht bewerkstelligen wat ook wel penduledemocratie genoemd wordt.

### Nadelen
- Veel stemmen gaan verloren: stemmen op verliezende kandidaten dragen niet bij aan de zetelverdeling.
- Verlies van evenredigheid: kleinere partijen krijgen minder zetels dan hun stempercentage rechtvaardigt wat vaak tot een tweepartijenstelsel leidt.
- Gevoelig voor kiesrechtgeografie: ook wel bekend als gerrymandering.

## Meervoudig districtenstelsel (evenredige vertegenwoordiging)

### Kenmerken
Bij een meervoudig districtenstelsel hebben kiesdistricten meerdere zetels te verdelen. De zetels worden binnen elk kiesdistrict verdeeld op basis van evenredige vertegenwoordiging, wat betekent dat het aandeel stemmen dat een partij krijgt, zoveel mogelijk overeenkomt met het aandeel zetels dat die partij in dat district behaalt. Dit kan gebeuren via verschillende methoden, zoals de grootste-gemiddeldenmethode of grootste-overschottenmethode. Om evenredigheid op nationaal niveau te bereiken worden er vereffeningszetels ingezet of wordt er een dubbelevenredige zetelverdeling gebruikt.

### Praktijkvoorbeelden
- Zweden, Denemarken en Noorwegen: meervoudige kiesdistricten met nationale vereffeningszetels om onevenredigheden te compenseren.
- Zwitserland, België en Spanje: meervoudige kiesdistricten zonder nationale vereffeningszetels.

Zwitserland kent een meervoudig districtenstelsel. In elk kanton worden er meerdere vertegenwoordigers gekozen voor het nationale parlement. De meeste kantons gebruiken een dubbelevenredige zetelverdeling.

### Voordelen
- Evenredige vertegenwoordiging: dit stelsel zorgt ervoor dat de zetelverdeling meer overeenkomt met de werkelijke verdeling van stemmen waardoor kleine partijen een betere kans op vertegenwoordiging krijgen.
- Balans tussen regionale vertegenwoordiging en evenredigheid: kiezers hebben nog steeds regionale vertegenwoordigers, maar met een grotere kans dat de politieke voorkeuren van verschillende groepen in de regio evenredig worden vertaald naar zetels.
- Bevordert samenwerking: Omdat het systeem meerdere partijen vertegenwoordigt, is er een grotere mate van samenwerking en compromisbereidheid nodig wat kan leiden tot meer evenwichtige wetgeving en beleid dat rekening houdt met een breder scala aan belangen.

### Nadelen
- Lastige regeringsvorming: in een parlement zonder kiesdrempel is het vaak lastiger om meerderheden te vinden, wat kan leiden tot langdurige onderhandelingen en regeringen die lastig beslissingen kunnen nemen.
- Complexiteit: de verdeling van zetels binnen en buiten kiesdistricten kan lastig uit te leggen zijn.
- Verlies van lokale band: omdat er meerdere zetels per kiesdistrict worden gekozen, kan het voor kiezers minder duidelijk zijn wie hun directe vertegenwoordiger is in vergelijking met een systeem met enkelvoudige kiesdistricten.

## Gemengd majoritair districtenstelsel

### Kenmerken
Het gemengd majoritair districtenstelsel combineert enkelvoudige districten met een landelijke of regionale lijst. Deze stelsels werken parallel naast elkaar zodat de verdeling van zetels blijft gebaseerd op een meerderheidsstelsel. Een deel van de zetels wordt toegekend aan kandidaten die winnen in enkelvoudige districten, terwijl het andere deel via een landelijke of regionale lijst wordt verdeeld. Er is geen correctie die zorgt voor landelijke evenredigheid waardoor de winnaar een bonus krijgt terwijl de totale machtswisseling die kenmerkend is voor een enkelvoudig districtenstelsel verdwijnt.

### Praktijkvoorbeelden
- Italië: ongeveer een derde deel van de zetels wordt gekozen in enkelvoudige kiesdistricten via een (first past the post) meerderheidsstelsel; het resterende deel wordt parallel verdeeld via een evenredig systeem.
- Hongarije en Rusland: een vergelijkbaar model met een nationale kieslijst waarbij ongeveer de helft van de zetels parallel verdeeld wordt via enkelvoudige kiesdistricten.

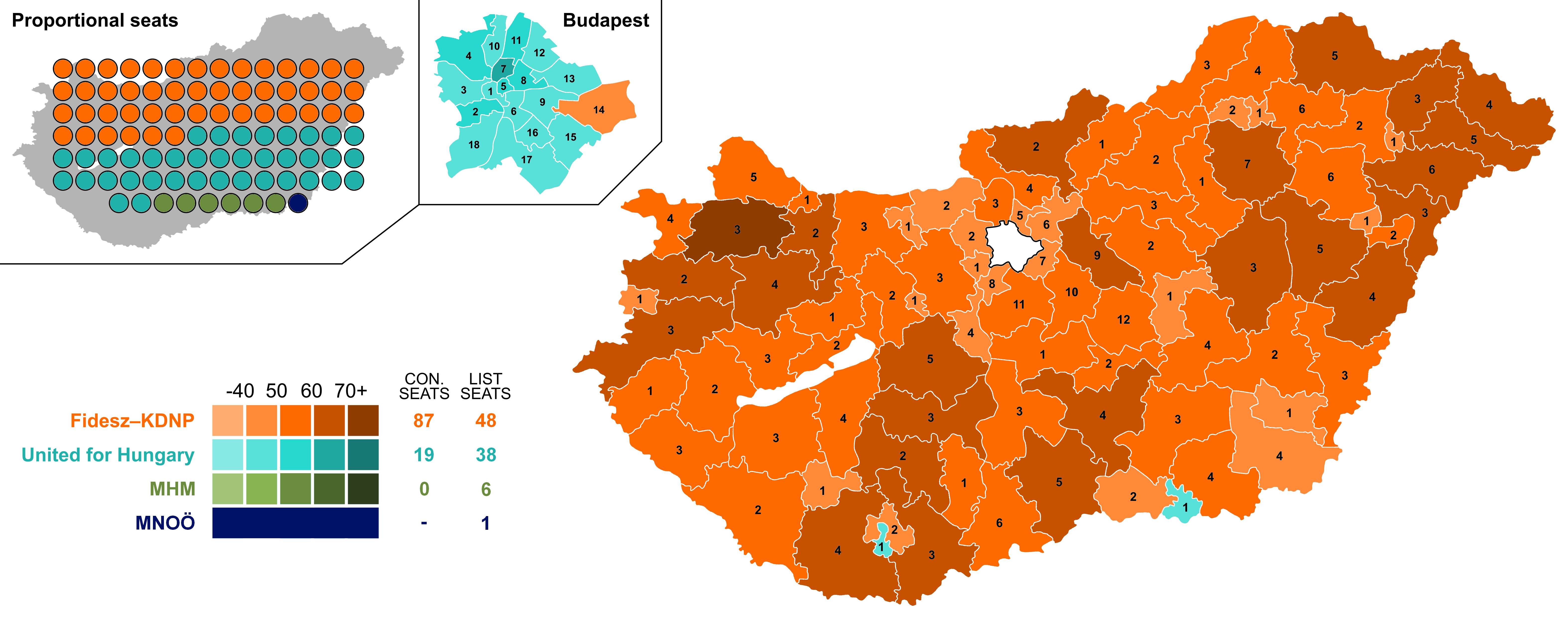
Hongarije kent een gemengd majoritair districtenstelsel doordat het twee parallelle stelsels combineert: enkelvoudige kiesdistricten met een nationale kieslijst.

### Voordelen
- Balans tussen regionale en nationale vertegenwoordiging: lokale districten versterken de band tussen kiezer en gekozene, terwijl landelijke of regionale lijsten ruimte bieden voor bredere thema’s.
- Eenvoudige regeringsvorming: het meerderheidsaspect kan grote partijen bevoordelen wat zorgt voor duidelijke meerderheden.
- Voorkomen van versnippering: het systeem remt de groei van kleinere partijen wat de kans op een gefragmenteerd parlement verkleint.

### Nadelen
- Gevoelig voor manipulatie: machtshebbers kunnen de enkelvoudige kiesdistricten indelen via gerrymandering en (nationale) kandidatenlijsten controleren.
- Gebrekkige evenredigheid: dit systeem weerspiegelt de werkelijke stemverhoudingen in het land niet wat kan leiden tot een versterking van de macht van de regeringspartij.
- Complexiteit in zetelverdeling: de mix van meerderheids- en evenredige elementen kan verwarrend zijn voor kiezers.

## Gemengd evenredig districtenstelsel

### Kenmerken
Een gemengd evenredig districtenstelsel combineert enkelvoudige districten met een landelijke of regionale lijst, waarbij de landelijke uitslag volledig evenredig wordt gecorrigeerd. Kiezers hebben doorgaans twee stemmen: één voor een kandidaat in hun district en één voor een partij op de landelijke lijst. Partijen die minder zetels behalen in districten dan hun landelijke stempercentage rechtvaardigt, krijgen aanvullende zetels via een compensatiemechanisme.

### Praktijkvoorbeelden
- Duitsland: de helft van de zetels wordt gekozen in enkelvoudige districten, terwijl de andere helft via een landelijke compensatie wordt verdeeld.
- Nieuw-Zeeland: vergelijkbaar systeem met volledige compensatie om de evenredigheid te waarborgen.

Nieuw-Zeeland kent een gemengd evenredig stelsel. De list seats' zorgen voor compensatie voor de onevenredigheid die ontstaat door het gebruik van enkelvoudige kiesdistricten.

### Voordelen
- Evenredigheid gegarandeerd: het compensatiemechanisme zorgt ervoor dat het landelijke stempercentage bepalend is voor de uiteindelijke zetelverdeling.
- Sterke regionale vertegenwoordiging: districtsvertegenwoordigers zorgen voor een directe band tussen kiezer en gekozene.
- Tweestemmensysteem biedt meer keuze: kiezers kunnen voor een lokale kandidaat stemmen én hun voorkeur uitspreken voor een partij.

### Nadelen
- Complexiteit: het systeem kan lastig te begrijpen zijn voor kiezers, vooral de correcties via de landelijke lijst.
- Mogelijkheid van overhangzetels: in sommige gevallen kan een partij meer districten winnen dan haar landelijke stempercentage rechtvaardigt, wat extra zetels oplevert in het parlement.
- Dominantie van grotere partijen: kleinere partijen hebben vaak weinig kans in de districten en zijn afhankelijk van de landelijke lijst.

## Geen districtenstelsel (nationaal kiesdistrict)

### Kenmerken
Bij een nationaal kiesdistrict wordt het hele land als één kiesdistrict beschouwd. Alle zetels van een parlement worden verdeeld op basis van evenredige vertegenwoordiging, waarbij de stemmen van het hele land direct worden omgerekend in zetels. Dit systeem wordt vaak toegepast in landen met een klein geografisch oppervlak of waar nationale belangen zwaarder wegen dan regionale verschillen. In landen met een nationaal kiesdistrict is de focus vaak sterker gericht op partijprogramma’s en landelijke politieke thema’s. Dit kan leiden tot een meer ideologisch gestuurd parlement, en mist vaak de regionale nuance die meervoudige kiesdistricten kunnen bieden.

### Praktijkvoorbeelden
- Nederland, Slowakije: het gehele parlement (150 zetels) wordt gekozen in één nationaal kiesdistrict via open lijsten.
- Israël en Georgië: het parlement wordt op een vergelijkbare manier gekozen maar dan via gesloten lijsten.

Nederland kent geen districtenstelsel wat zorgt voor evenredigheid op nationaal niveau ten koste van evenredigheid op regionaal niveau.

### Voordelen
- Nationale evenredigheid: het aandeel stemmen dat een partij landelijk behaalt, is (afhankelijk van de rekenmethode voor de zetelverdeling) direct terug te zien in het aantal zetels.
- Eenvoudig en begrijpelijk: er zijn geen complexe rekenmethoden nodig om regionale uitslagen te vereffenen of stemmen over districten heen te compenseren.
- Geschikt voor kleine landen: in landen waar de regionale verschillen beperkt zijn, biedt dit model een begrijpelijke vertegenwoordiging.

### Nadelen
- Gebrekkig mandaat: kandidaat-politici zijn meer afhankelijk van hun partij dan van een regionale achterban, waardoor zij partijbelangen boven lokale behoeften stellen en verantwoording richting kiezers ondermijnd kan worden.[3]
- Versnippering: het ontbreken van kiesdistricten en een kiesdrempel kan leiden tot een parlement met veel kleine partijen, wat regeringsvorming bemoeilijkt.[7]
- Gebrek aan regionale vertegenwoordiging: kiezers hebben geen specifieke afgevaardigde die hun regio vertegenwoordigt, wat de aanspreekbaarheid en herkenbaarheid van volksvertegenwoordigers kan verminderen en kan leiden tot vervreemding van landelijke politiek.